# Sandoa
Sandoa är ett territorium i Kongo-Kinshasa. Det ligger i provinsen Lualaba, i den södra delen av landet, 1 000 km sydost om huvudstaden Kinshasa.